# Torrino (Battuda)
Torrino è una frazione del comune di Battuda in provincia di Pavia posta a nordovest del centro abitato, oltre la A7 Milano-Genova.

## Storia
Torrino (CC L300) è noto fin dal XII secolo. Faceva parte della Campagna Soprana pavese, e nel XVIII secolo era infeudato ai Grugni Rusca di Milano, nell'ambito del feudo di Trivolzio. Nel 1872 il comune fu soppresso e unito a Battuda. Nel secolo precedente a Torrino era stato unito il piccolo comune di Cerro.

## Società

### Evoluzione demografica
- 216 nel 1751
- 257 nel 1805
- 336 nel 1861[2]